# جاك شارل فرانسوا ستورم
جاك شارل فرانسوا ستورم (بالفرنسية: Charles-François Sturm)‏ هو عالم رياضيات فرنسي.

## تميزه
- فاز بوسام كوبلي الممنوحة من طرف الجمعية الملكية بلندن عام 1840.
- صار عضوا في الجمعية الملكية بلندن عام 1840.

## وصلات خارجية
- جاك شارل فرانسوا ستورم على موقع الموسوعة البريطانية (الإنجليزية)
- جاك شارل فرانسوا ستورم على موقع إن إن دي بي (الإنجليزية)